# José María Pirán
José María Pirán (Buenos Aires, 1804 - Buenos Aires, 1871) foi um militar argentino.
Lutou na Guerra Cisplatina e na Guerra contra Oribe e Rosas contra a província de Buenos Aires.